# Špik nad Nosom
Špik nad Nosom (italijansko Foronon del Buinz) je 2.531 m visoki vrh v skupini Montaža, ki skupaj s Špikom nad Špranjo sestavlja enotno gmoto. Oba "Špika" povezuje skoraj vodoravno sleme. Od drugih vrhov v glavnem grebenu ju oddaljuje Škrbina nad Tratico (z vrhovoma Forca de lis Sieris, 2274 mnm in Forca de la Val, 2352 mnm). Vzhodno od slednje se dvigujejo trije Nižnji vrhi (Cime delle Puertate, 2436 mnm), ki s svojo severno steno strmo padajo na Škrbino Prednje špranje (Forcella Lavinal dell Orso, 2122 mnm). Tu se stikata skupini Montaža in Viša.
Čez celotni greben od Škrbine Prednje špranje do stiščišča s potjo na Špik Hude police poteka dobro zavarovana in označena planinska pot "Ceria - Merlone", ki povezuje koči Corsi, ki stoji v južnem pobočju Viševe skupine, in Brazza, ki stoji ob vznožju južnega ostenja Montaža.
Od leta 2012 je na vrhu Špika postavljen bivak Luce Vuericha, italijanskega gorskega vodnika in alpinista, ki je za posledicami nesreče na Prisojniku umrl v bolnišnici v Huminu.

## Dostop
- Po poti Ceria - Merlone, od koče Corsi 7–8 ur
- Iz Nevejskega prelaza, 5–6 ur